# BMW Open 2021
BMW Open 2021 là một giải quần vợt nam thi đấu trên mặt sân đất nện ngoài trời. Đây là lần thứ 105 giải đấu được tổ chức và là một phần của ATP Tour 250 trong ATP Tour 2021. Giải đấu diễn ra tại Khu liên hợp MTTC Iphitos ở Munich, Đức, từ ngày 26 tháng 4 đến ngày 2 tháng 5 năm 2021.

## Điểm và tiền thưởng

### Phân phối điểm
| Sự kiện | VĐ  | CK  | BK | TK | Vòng 1/16 | Vòng 1/32 | Q  | Q2 | Q1 |
| Đơn     | 250 | 150 | 90 | 45 | 20        | 0         | 12 | 6  | 0  |
| Đôi     | 250 | 150 | 90 | 45 | 0         | —         | —  | —  | —  |

### Tiền thưởng
| Sự kiện | VĐ      | CK      | BK      | TK     | Vòng 1/16 | Vòng 1/32 | Q2     | Q1     |
| Đơn     | €21,655 | €16,000 | €12,000 | €8,200 | €5,600    | €4,000    | €2,050 | €1,130 |
| Đôi*    | €7,550  | €5,530  | €4,200  | €3,010 | €2,200    | —         | —      | —      |

*mỗi đội

## Nội dung đơn

### Hạt giống
| Quốc gia | Tay vợt              | Xếp hạng1 | Hạt giống |
| -------- | -------------------- | --------- | --------- |
| GER      | Alexander Zverev     | 6         | 1         |
| NOR      | Casper Ruud          | 24        | 2         |
| RUS      | Aslan Karatsev       | 28        | 3         |
| SRB      | Filip Krajinović     | 33        | 4         |
| GEO      | Nikoloz Basilashvili | 36        | 5         |
| SRB      | Dušan Lajović        | 37        | 6         |
| GER      | Jan-Lennard Struff   | 40        | 7         |
| AUS      | John Millman         | 43        | 8         |

- 1 Bảng xếp hạng vào ngày 19 tháng 4 năm 2021.[2]

### Vận động viên khác
Đặc cách:
- Yannick Hanfmann
- Philipp Kohlschreiber[3]
- Maximilian Marterer

Miễn đặc biệt:
- Taro Daniel

Vượt qua vòng loại:
- Daniel Elahi Galán
- Ilya Ivashka
- Mackenzie McDonald
- Cedrik-Marcel Stebe

Thua cuộc may mắn:
- Ričardas Berankis
- Norbert Gombos
- Andrej Martin

### Rút lui
Trước giải đấu
- Dan Evans → thay thế bởi  Egor Gerasimov
- Márton Fucsovics → thay thế bởi  Ričardas Berankis
- Hubert Hurkacz → thay thế bởi  Thiago Monteiro
- Aslan Karatsev → thay thế bởi  Norbert Gombos
- Yoshihito Nishioka → thay thế bởi  Pablo Cuevas
- Jannik Sinner → thay thế bởi  Sebastian Korda
- Lorenzo Sonego → thay thế bởi  Alexei Popyrin
- Stefano Travaglia → thay thế bởi  Andrej Martin
- Jiří Veselý → thay thế bởi  Federico Coria

Trong giải đấu
- Yannick Hanfmann

### Bỏ cuộc
- Egor Gerasimov
- Guido Pella

## Nội dung đôi

### Hạt giống
| Quốc gia | Tay vợt        | Quốc gia | Tay vợt        | Xếp hạng1 | Hạt giống |
| -------- | -------------- | -------- | -------------- | --------- | --------- |
| NED      | Wesley Koolhof | GER      | Kevin Krawietz | 30        | 1         |
| AUS      | John Peers     | AUS      | Luke Saville   | 62        | 2         |
| BEL      | Sander Gillé   | BEL      | Joran Vliegen  | 67        | 3         |
| NZL      | Marcus Daniell | AUT      | Philipp Oswald | 71        | 4         |

- 1 Bảng xếp hạng vào ngày 19 tháng 4 năm 2021

### Vận động viên khác
Đặc cách:
- Dustin Brown /  Peter Gojowczyk
- Marcelo Melo /  Mischa Zverev

### Rút lui
Trước giải đấu
- Wesley Koolhof /  Łukasz Kubot → thay thế bởi  Andrey Golubev /  Andrea Vavassori
- Kevin Krawietz /  Horia Tecău → thay thế bởi  Yannick Hanfmann /  Dominik Koepfer
- Marcelo Melo /  Jean-Julien Rojer → thay thế bởi  Harri Heliövaara /  Emil Ruusuvuori
- Rajeev Ram /  Joe Salisbury → thay thế bởi  Wesley Koolhof /  Kevin Krawietz
- Ken Skupski /  Neal Skupski → thay thế bởi  Jonathan Erlich /  Divij Sharan

Trong giải đấu
- Federico Coria /  Guido Pella
- Yannick Hanfmann /  Dominik Koepfer
- Jonny O'Mara /  Aisam-ul-Haq Qureshi

## Nhà vô địch

### Đơn
- Nikoloz Basilashvili đánh bại  Jan-Lennard Struff, 6–4, 7–6(7–5)

### Đôi
- Wesley Koolhof /  Kevin Krawietz đánh bại  Sander Gillé /  Joran Vliegen, 4–6, 6–4, [10–5]